# Odeska Wojskowa Szkoła Lotnicza Pilotów
Odeska Wojskowa Szkoła Lotnicza Pilotów im. P. Osipenko (ros. Одесская военная авиационная школа пилотов им. П.Осипенко, Одесская ВАШП) – jedna z dwóch pierwszych szkół lotniczych w Rosji (druga, Kaczyńska Wojskowa Wyższa Szkoła Lotnicza dla Pilotów, była pierwszą całkowicie wojskową).

## Historia
Szkolenie pilotów w Odessie rozpoczęło się w marcu 1908, po powstaniu Odeskiego Aeroklubu (ZAK). Początkowo zajmował się on popularyzacją balonów na ogrzane powietrze, jednakże w 1910 zorganizował pierwszy w Rosji lot samolotem. Pilot Michaił Jefimow  w dniu 03 sierpnia 1910 pięć razy z toru wyścigowego hipodromu wzniósł się w powietrze i kilkakrotnie latał wokół niego w kółko. Pod wrażeniem udanych lotów prezes klubu Artur Anatra, milioner, kupił jeden samolot typu Bleriot. Umożliwiło to 15 lipca 1910 otwarcie klas Lotnictwa Wojskowego. 10 maja 1911 Komitet ZAK zdecydował o otwarciu szkoły (nauka - pełny kurs - kosztowała 600 rubli, oficerowie szkolili się za darmo). Do końca roku nie było ani jednego wypadku, ani jednej poważnej awarii samolotu; szkołę ukończyło 7 osób, w tym 5 oficerów. Aeroklub rozwinął działalność, zbudowano hangary, wieżę, budynek szkolny, warsztaty, w których montowano samoloty.
Wraz z wybuchem wojny domowej szkoła przestała istnieć, a w 1918, przed zajęciem Odessy przez wojska cesarskie, miejscowi robotnicy zniszczyli również warsztaty samolotowe.
Pod rządami radzieckimi na przełomie 1928/29 szkoła i warsztaty wznowiły działalność. Szkoła nosiła wówczas nazwę 8 Wojskowa Szkoła Pilotów.
W 1939, po śmierci Bohatera Związku Radzieckiego Poliny Osipienko, odeskiej szkole nadano jej imię i odtąd nosiła nazwę Odeska Wojskowa Szkoła Lotnicza Pilotów im. P. Osipienko.
W latach 1939–1941 szkoła została przeniesiona do Konotopu i od 1941 roku nosiła nazwę Konotopska Wojskowa Szkoła Lotnicza Pilotów im. P. Osipenko. 03 marca 1941 rozkazem Ludowego Komisarza Obrony ZSRR Nr 0017 szkoła otrzymała zadanie wyszkolenia 1000 pilotów-dowódców lotnictwa myśliwskiego (2 kursy po 500), przy czym personel szkoły był częściowo przenoszony do innych analogicznych szkół (Armawir, Odessa i Stalingrad). We wrześniu 1941 szkoła została przeniesiona do Groznego, w 1943 do Uzbekistanu (st. Ursatiewska, obecnie Hawast), w 1944 do Nowoczerkaska. W 1945 powróciła do Konotopu, a w czerwcu 1946 została rozwiązana.
W maju 1940 na miejscu dawnej szkoły w Odessie rozpoczęto formowanie nowej, utworzonej ostatecznie rozkazem Ludowego Komisariatu Obrony Nr  0065 z 06 listopada 1940 oraz dyrektywą Sztabu Generalnego Armii Czerwonej nr Org/3/106899 z 16 listopada 1940 na bazie budynków koszar urządzeń 21 połączonej dywizji lotniczej w Odessie. Szkoła liczyła 4 eskadry, które znajdowały się na 3 lotniskach i były uzbrojone w samoloty U-2, I-15 bis i I-16. Personel szkoły skompletowano 28 lutego 1941, a pierwsza rekrutacja odbyła się w okresie od 03 stycznia 1941 do 11 kwietnia 1941. Przyjęto 503 kadetów.
Rozkazem LKO nr 048 z 05 lutego 1941, 23 lutego został ogłoszony Dniem Odeskiej Lotniczej Szkoły Pilotów.
15 maja 1941 szkoła przeszła na nowy etat, zgodnie z którym przyjęto 5 eskadrylę (ze szkoły w Konotopie), przyjechało z nią kolejnych 274 kadetów.
Szkoła rozpoczęła program lotów z 500 kadetami w kwietniu 1941 roku z opóźnieniem z powodu braku samolotów.
Do 27 maja 1941 szkoła została w całości zlokalizowana na bazie dawnej Odeskiej Szkoły Lotniczej im. P. Osipenki (później przemianowanej na Konotopską Wojskową Szkołę Lotniczą). Eskadry 1 i 2 znajdowały się na lotnisku Wygoda, 3 - na lotnisku Razdielnaja, 4 i 5 - na lotnisku w Odessie.
22 czerwca 1941 kadeci rozpoczęli samodzielne loty na samolocie I-15; następnego dnia szkoła zaprzestała szkoleń i rozpoczęła loty bojowe. 24 czerwca 1941 o godzinie 4:00 trzy niemieckie bombowce dokonały nalotu na lotnisko Wygoda, powodując pierwsze straty personelu. Podczas wielokrotnego nalotu 25 czerwca 1941 szkolni piloci zestrzelili He-111, który wykonał awaryjne lądowanie (schwytano 5-osobową załogę) - to były pierwsze straty i zwycięstwo. Piloci szkolni wykonywali misje bojowe w rejonie Odessy do 05 lipca 1941, w tym okresie wykonali 859 lotów bojowych o łącznym czasie nalotu 819 godzin.
Na podstawie rozkazu Sztabu Generalnego od 1 do 15 lipca 1941 szkoła została przeniesiona do Stalingradu. Pierwsze promocja 63 kadetów, którzy ukończyli program lotów na I-15, miała miejsce 03 lutego 1942 (we Frunze).
Z personelu szkoły 10 września sformowano eskadrylę lotniczą na samolotach U-2, a w listopadzie 1941 na podstawie telegraficznego rozkazu Zarządu Głównego Sił Powietrznych Armii Czerwonej nr 1592 z 11 listopada 1941 na bazie szkoły utworzono 651 i 652 pułki lotnictwa myśliwskiego, kierując do nich 110 pilotów i 41  na bazie Szkoły, do którego 110 personelu latającego i naziemnego oraz 41 samolotów I-15.
W listopadzie 1941 szkoła otrzymała rozkaz przeniesienia się do Frunze. Samoloty U-2 i I-15 zostały przerzucone drogą lotniczą do stacji Władimirowka (niedaleko miasta Achtuba), a następnie koleją do Frunze. Personel podróżował ze Stalingradu do Władimirowki na barkach i statku „Majakowski” wzdłuż Wołgi. Przeprowadzkę zakończono w grudniu 1941.
Wraz z przeniesieniem szkoły pilotów we Frunze rozpoczęło się szkolenie lotnicze kadetów. W okresie styczeń-kwiecień 1942 dużym nakładem sił przygotowano bazę materialną i stworzono warunki do normalnego funkcjonowania szkoły, której siedziba mieściła się w budynku szkoły medycznej we Frunze. Spośród 67 absolwentów 11 zostało w szkole, a 5 absolwentów z pierwszej promocji zostało Bohaterami Związku Radzieckiego: Nikołaj  Wasin, Władimir Jermołajew, Władimir Żygunow, Anatolij Kobzew, Nikołaj Strojkow.
W marcu-kwietniu 1942 szkoła przekazała idącym na front pułkom lotniczym formowanym w Kazachstanie (Ałma-Aty) samoloty I-15 i U-2, odbierając stamtąd samoloty UT-2 z rozwiązanej 22 ałmackiej szkoły wstępnego szkolenia pilotów. W tym samym czasie odebrano samoloty UTI-4 z zakładu w Rostowie nad Donem.
W listopadzie 1942 szkoła otrzymała 3 egzemplarze Jak-7B i 10 Jak-7, które utworzyły 1 eskadrę na lotnisku stacji Ługowaja. Szkolenie kadetów na tych samolotach rozpoczęło się na początku 1943. W sierpniu 1944 kadeci opanowali pilotaż samolotów Jak-7B i Jak-9.
W wojskowej szkole pilotów w latach wojny przeszkolono 1507 pilotów, z których 12 zostało Bohaterami Związku Radzieckiego.
W sierpniu 1945 roku szkoła pilotów została przemianowana na Odeską Wojskową Szkołę Pilotów Lotnictwa Myśliwskiego Obrony Powietrznej Armii Czerwonej i do maja 1947 roku szkoliła personel obrony powietrznej kraju.
W czerwcu 1947 roku szkoła otrzymała nową nazwę – Frunzeńska Wojskowa Szkoła Lotnicza Pilotów Wojskowych Sił Powietrznych ZSRR.